# Barkartjärnarna
Barkartjärnarna är varandra näraliggande sjöar i Sollefteå kommun i Ångermanland som ingår i Ångermanälvens huvudavrinningsområde.
- Barkartjärnarna (Junsele socken, Ångermanland, 707126-156379), sjö i Sollefteå kommun, 63°44′36″N 17°05′49″Ö / 63.7434°N 17.0969°Ö
- Barkartjärnarna (Junsele socken, Ångermanland, 707155-156336), sjö i Sollefteå kommun, 63°44′46″N 17°05′18″Ö / 63.746°N 17.0883°Ö